# Bałoszyce
Bałoszyce (niem. Gross Bellschwitz) – osada w Polsce położona w województwie warmińsko-mazurskim, w powiecie iławskim, w gminie Susz, na Pojezierzu Iławskim.
W latach 1975–1998 miejscowość administracyjnie należała do województwa elbląskiego.

## Zabytki
Do wojewódzkiego rejestru zabytków wpisane są obiekty:
- kościół par. pw. św. Rodziny z XIV w., środek nawy z początku istnieni świątyni, prezbiterium z XVII w., przebudowy w XVIII w. i XIX w., kiedy od wschodu dobudowano neogotycką wieżę. Kościół jednonawowy, przeorientowany (prezbiterium pełni funkcję kruchty)[4]
  - cmentarz
- zespół pałacowy, poł. XIX w., 
  - Pałac w Bałoszycach z XVIII w., przebudowany w poł. XIX w. w stylu wiktoriańskim na wzór zamku Babelsberg w Poczdamie przez Magnusa von Brünnecka. Budowla trzykondygnacyjna z przybudówkami, niski ryzalit frontowy[4]. Nad wejściem głównym znajdują się dwa bukraniony, a nad nimi herb rodziny von Brünneck. Ostatnim niemieckim właścicielem był Manfred von Brünneck-Bellschwitz[5].
  - park, - amfiteatr, - neogotycka brama parkowa
- rządcówka